# John M. Parker (Politiker, 1805)

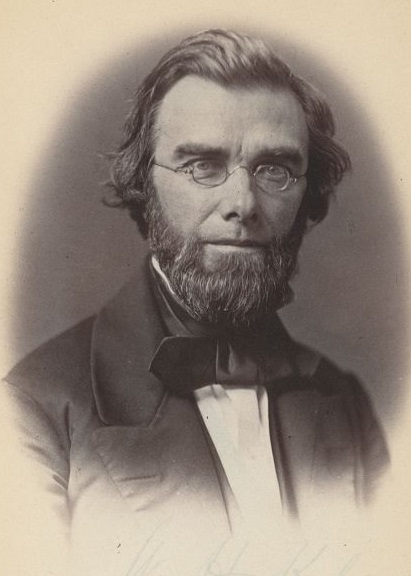
John M. Parker (1859)

John Mason Parker (* 14. Juni 1805 in Granville, New York; † 16. Dezember 1873 in Owego, New York) war ein US-amerikanischer Jurist und Politiker. Zwischen 1855 und 1859 vertrat er den Bundesstaat New York im US-Repräsentantenhaus.

## Werdegang
John Mason Parker wurde ungefähr sieben Jahre vor dem Ausbruch des Britisch-Amerikanischen Krieges im Washington County geboren. Er besuchte die Granville Academy und graduierte 1828 am Middlebury College in Vermont. Parker studierte Jura. Nach dem Erhalt seiner Zulassung als Anwalt 1833 begann er in Owego zu praktizieren.
Politisch gehörte er zu jener Zeit der Opposition Party an. Bei den Kongresswahlen des Jahres 1854 für den 34. Kongress wurde er im 27. Wahlbezirk von New York in das US-Repräsentantenhaus in Washington, D.C. gewählt, wo er am 4. März 1855 die Nachfolge von John J. Taylor antrat. In der Folgezeit trat er der Republikanischen Partei bei. 1856 wurde er in den 35. Kongress gewählt. Da er auf eine erneute Wiederwahlkandidatur 1858 verzichtete, schied er nach dem 3. März 1859 aus dem Kongress aus.
1859 wurde er Richter am New York Supreme Court – ein Posten, den er bis zu seinem Tod 1873 innehatte. Während dieser Zeit saß er ab 1867 im 3. Department des Berufungsgerichts von New York. Er verstarb ungefähr acht Jahre nach dem Ende des Bürgerkrieges in Owego und wurde dann auf dem Evergreen Cemetery beigesetzt.